# 李牧童
李牧童，香港流行小說作家、影評人、專欄作家。

## 簡歷
李牧童生肖屬羊，星座為山羊座，著有多本小說及散文，出版社原為一本堂，但後來博益結業，出版社變成了青馬文化。畢業於香港城市大學。曾任職雜誌社。

## 小說作品
一本堂
- 1.偏離航線的愛情號
- 2.隔壁的亞馬遜森林
- 3.綁架丘比特的女孩
- 4.流離在青蛙麥田
- 5.從希臘折返人間
- 6.極地上的惡魔戀人
- 7.當相遇不是邂逅
- 8.守護影子的天使
- 9.愛影無蹤1——天降的花瓣
- 11.愛影無蹤2——雨中童話國
- 12.愛在燈飾散落時
- 13.F.3A的失蹤少女
- 14.維納斯的城堡
- 16.死神遺下的指紋
- 17.追蹤海豚戀人I
- 18.追蹤海豚戀人II
- 19.外星人誤墮女兒國

BMA 博美出版公司
- 1.最美麗的第七天（無綫電視劇集《最美麗的第七天》改編小說）

皇冠出版社(青馬文化)
解夢師系列:
- 1.解夢師系列 1- 吃夢境的人
- 2.解夢師系列 2- 逃出者的女兒
- 3.解夢師系列 3- 無夢世界

愛戀迷宮系列:
- 1.麥田圈上的戀愛痕跡 （一本堂流離在青蛙麥田之修訂版）
- 2.偏離航線的愛情號   （一本堂偏離航線的愛情號之修訂版）
- 3.隔壁的亞馬遜森林 （一本堂隔壁的亞馬遜森林之修訂版）
- 4.穿越夢空的愛戀
- 5.半生熟情人
- 6.極地上的永遠戀人  （一本堂極地上的惡魔戀人之修訂版）

星島出版社:
《無間道I+II小說》、《無間道Ⅲ小說》（香港電影《無間道系列》改編小說）

## 散文作品
一本堂
1.是怕寂寞，還是愛我
2.愛，自私一 點又何妨
3.當內疚變成習慣

皇冠出版社(青馬文化)
散文系列
- 1.當愛情亮起黃燈

## 作品特色
作者的作品多以愛情為主，並加入虛幻的情節。

## 外部連結
- 李牧童個人網頁 （页面存档备份，存于）
- 李牧童sina blog